# Джейн Янг
Джейн Янг (англ. Jane Young; нар. 31 травня 1965) — колишня канадська тенісистка.
Найвищу одиночну позицію світового рейтингу — 181 місце досягла 2 лютого 1987, парну — 238 місце — 12 грудня 1986 року.
Найвищим досягненням на турнірах Великого шолома було 2 коло в одиночному розряді.

## Фінали ITF

### Одиночний розряд (1–1)
| Результат | Дата          | Турнір         | Покриття | Суперниця      | Рахунок       |
| --------- | ------------- | -------------- | -------- | -------------- | ------------- |
| Перемога  | 20 липня 1985 | Мідленд, США   | Ґрунт    | Карен Девіс    | 6–0, 2–6, 6–1 |
| Поразка   | 16 липня 1989 | Грінсборо, США | Ґрунт    | Темі Вітлінгер | 2–6, 5–7      |